# Alexandro Bernabei
Alexandro Bernabéi (Correa, Santa Fe, Argentina; 24 de septiembre de 2000) es un futbolista profesional argentino que juega como defensa y su equipo actual es el S. C. Internacional del Campeonato Brasileño de Serie A.

## Trayectoria

### Lanús
Debutó el 19 de octubre de 2019 en un partido frente a Talleres correspondiente a la Superliga Argentina. Arrancaría como titular y convertiría en su debut en lo que fue victoria del granate 4-2 en Córdoba.
Bernabei jugó en total 88 partidos vestido de granate, marcó cinco goles y dio 10 asistencias.

### Celtic F. C.
Fichó por cinco años a cambio de 3 500 000 dólares por el 90 por ciento de la ficha, a la vez C. A. Lanús se quedaba con el 10 por ciento restante de una futura venta.[cita requerida] De este modo, se convirtió en el primer futbolista argentino en vestir la camiseta verde y blanca del Celtic F. C.

## Estadísticas

### Clubes
Actualizado hasta su último partido disputado el 6 de agosto de 2025.
| Club                         | Div.          | Temporada     | Liga  | Liga  | Liga   | Estatal | Estatal | Estatal | Copas nacionales | Copas nacionales | Copas nacionales | Torneos internacionales | Torneos internacionales | Torneos internacionales | Total | Total | Total  |
| Club                         | Div.          | Temporada     | Part. | Goles | Asist. | Part.   | Goles   | Asist.  | Part.            | Goles            | Asist.           | Part.                   | Goles                   | Asist.                  | Part. | Goles | Asist. |
| ---------------------------- | ------------- | ------------- | ----- | ----- | ------ | ------- | ------- | ------- | ---------------- | ---------------- | ---------------- | ----------------------- | ----------------------- | ----------------------- | ----- | ----- | ------ |
| C. A. Lanús Argentina        | 1.ª           | 2019-20       | 13    | 1     | 0      | —       | —       | —       | 3                | 0                | 0                | 1                       | 0                       | 0                       | 17    | 1     | 0      |
| C. A. Lanús Argentina        | 1.ª           | 2020-21       | —     | —     | —      | —       | —       | —       | 6                | 0                | 0                | 9                       | 1                       | 3                       | 15    | 1     | 3      |
| C. A. Lanús Argentina        | 1.ª           | 2021          | 24    | 0     | 2      | —       | —       | —       | 11               | 1                | 2                | 5                       | 0                       | 1                       | 40    | 1     | 5      |
| C. A. Lanús Argentina        | 1.ª           | 2022          | 1     | 0     | 0      | —       | —       | —       | 9                | 0                | 1                | 6                       | 2                       | 1                       | 16    | 2     | 2      |
| C. A. Lanús Argentina        | Total club    | Total club    | 38    | 1     | 2      | 0       | 0       | 0       | 29               | 1                | 3                | 21                      | 3                       | 5                       | 88    | 5     | 10     |
| Celtic F. C. Escocia         | 1.ª           | 2022-23       | 15    | 1     | 3      | —       | —       | —       | 3                | 0                | 0                | 1                       | 0                       | 0                       | 19    | 1     | 3      |
| Celtic F. C. Escocia         | 1.ª           | 2023-24       | 8     | 0     | 0      | —       | —       | —       | 1                | 0                | 0                | —                       | —                       | —                       | 9     | 0     | 0      |
| Celtic F. C. Escocia         | Total club    | Total club    | 23    | 1     | 3      | 0       | 0       | 0       | 4                | 0                | 0                | 1                       | 0                       | 0                       | 28    | 1     | 3      |
| S. C. Internacional · Brasil | 1.ª           | 2024          | 23    | 3     | 5      | —       | —       | —       | —                | —                | —                | 2                       | 0                       | 0                       | 25    | 3     | 5      |
| S. C. Internacional · Brasil | 1.ª           | 2025          | 12    | 0     | 2      | 10      | 1       | 2       | 3                | 0                | 0                | 6                       | 1                       | 0                       | 31    | 2     | 4      |
| S. C. Internacional · Brasil | Total club    | Total club    | 35    | 3     | 7      | 10      | 1       | 2       | 3                | 0                | 0                | 8                       | 1                       | 0                       | 56    | 5     | 9      |
| Total carrera                | Total carrera | Total carrera | 96    | 5     | 12     | 10      | 1       | 2       | 36               | 1                | 3                | 30                      | 4                       | 5                       | 172   | 11    | 22     |
| 1. 2. 3.                     |               |               |       |       |        |         |         |         |                  |                  |                  |                         |                         |                         |       |       |        |

## Palmarés

### Títulos regionales
| Título            | Club                | Estado             | Año  |
| ----------------- | ------------------- | ------------------ | ---- |
| Campeonato Gaúcho | S. C. Internacional | Río Grande del Sur | 2025 |

### Títulos nacionales
| Título                     | Club         | País    | Año     |
| -------------------------- | ------------ | ------- | ------- |
| Copa de la Liga de Escocia | Celtic F. C. | Escocia | 2022-23 |
| Scottish Premiership       | Celtic F. C. | Escocia | 2022-23 |
| Copa de Escocia            | Celtic F. C. | Escocia | 2022-23 |
| Scottish Premiership       | Celtic F. C. | Escocia | 2023-24 |